# Wilhelm Ax
Wilhelm Ax (* 6. Juli 1890 in Hamburg; † 24. Februar 1954 ebenda) war ein deutscher Klassischer Philologe und Gymnasiallehrer.

## Leben

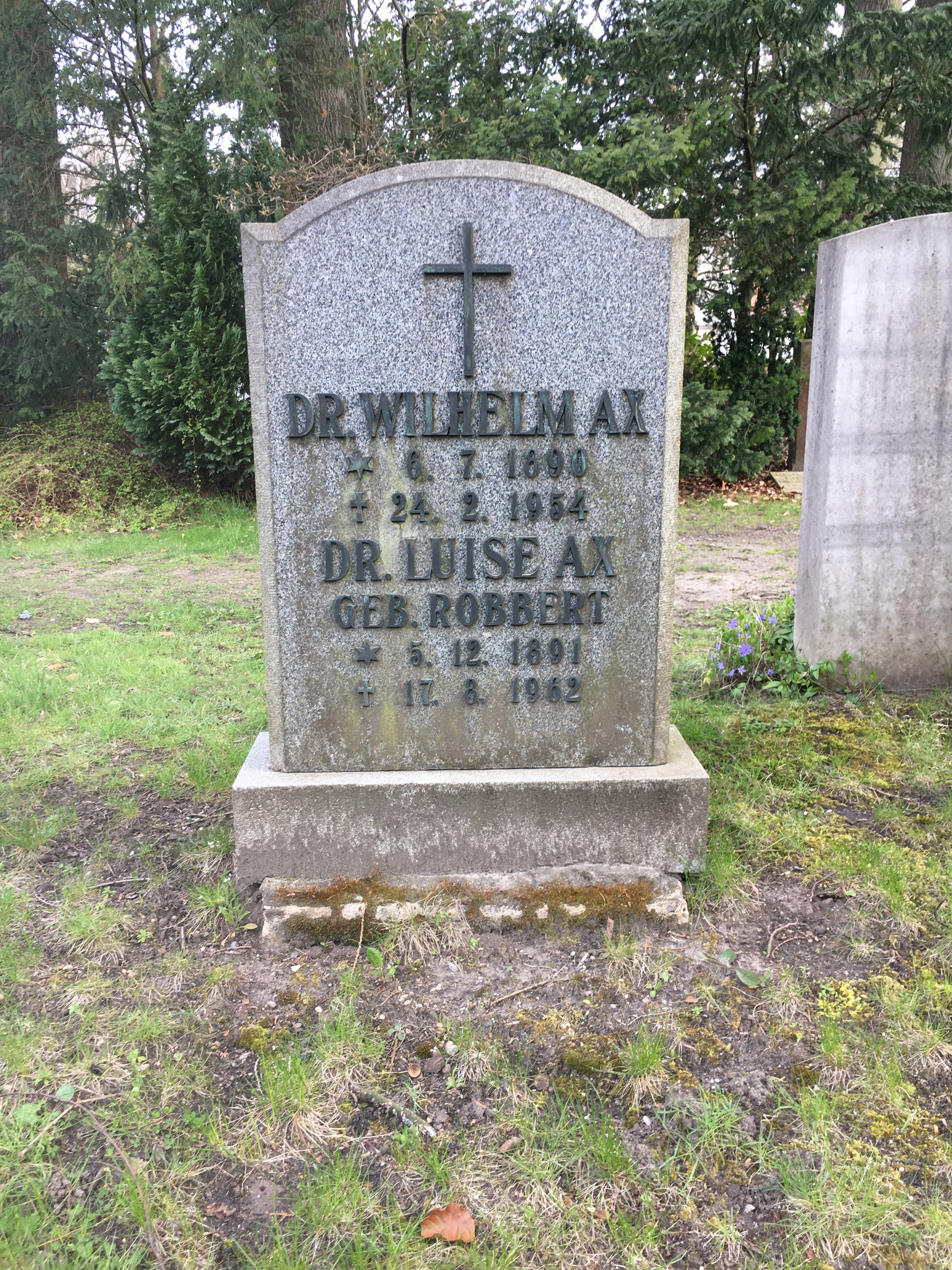
Grabstätte Wilhelm Ax auf dem Friedhof Ohlsdorf

Wilhelm Ax studierte Klassische Philologie und Geschichte in Freiburg, Berlin und Göttingen, wo er am 22. Juli 1914 promoviert wurde. Am meisten prägten ihn der Sprachwissenschaftler Jacob Wackernagel und der Latinist Friedrich Leo.
Im Oktober 1914, noch vor Studienabschluss, meldete er sich als Ersatzrekrut zum Ersten Weltkrieg und ließ sich zum Offizier ausbilden. Am 20. März wurde er zum Leutnant der Reserve beim Ersatzbataillon des Infanterie-Regiments „Hamburg“ (2. Hanseatisches) Nr. 76 befördert. Ab 1916 stand Ax an der Westfront. Für seinen Einsatz wurde er mehrmals ausgezeichnet. Nebenher setzte er seine Studien fort und absolvierte während eines Heimaturlaubs 1916 die Lehramtsprüfung. Den Winter 1917/18 verbrachte er schwer verwundet im Lazarett; zu dieser Zeit ließ er seine Dissertation im Druck erscheinen. Am 4. November 1918 geriet Ax in britische Kriegsgefangenschaft und wurde mit anderen Offizieren bei Sheffield interniert. Von Januar 1919 bis zu seiner Entlassung am 30. Oktober gab er einen Abitur-Vorbereitungslehrgang in Latein.
Nach dem Seminarjahr in Heiligenstadt arbeitete Ax ab 1920 als Studienrat am Hamburger Johanneum. Neben dem Unterricht verfasste er Übersetzungen verschiedener Schriften Plutarchs, besonders aus den Moralia und den Biografien. Mit dem Latinisten Otto Plasberg (Professor an der Universität Hamburg) arbeitete er eng zusammen. Nach Plasbergs Tod (1924) gab Ax sein Buch Cicero in seinen Werken und Briefen neu heraus (1926) und schloss dessen Edition der Cicero-Schrift De natura deorum ab (1933). Auf Plasbergs Anregung edierte Ax auch De divinatione, de fato und Timaeus.
Während der Zeit des Nationalsozialismus hielt Ax Distanz zur herrschenden Ideologie und trat in keine Organisation der Nationalsozialisten ein. Seine kritische Einstellung brachte ihm 1937 und 1938 Maßregeln vom Ministerium ein; außerdem wurde er wegen „mangelnder politischer Verlässlichkeit“ mehrmals versetzt.
1945 wurde Ax zum Schulleiter des Hamburger Wilhelm-Gymnasiums ernannt, wo er bis zu seinem Tod wirkte. 1953 ernannte ihn die Universität Hamburg zum Honorarprofessor für Sprache des römischen Rechts.
Wilhelm Ax verstarb im Alter von 63 Jahren in seiner Geburtsstadt und wurde auf dem dortigen Friedhof Ohlsdorf beigesetzt. Die Grabstätte befindet sich im Planquadrat AC 30 südlich von Kapelle 6.

## Schriften (Auswahl)
- De hiatu qui in fragmentis priscae poesis Romanae invenitur. Göttingen 1917
- Cicero / De natura deorum. Leipzig 1933. Nachdrucke Leipzig 1961, 1968, 2008 (Scripta quae manserunt omnia, Fasciculus 45)
- Plutarch / Griechische Heldenleben: Themistokles, Perikles, Alkibiades, Alexander, Pyrrhos. Leipzig 1933. Zweite Auflage Leipzig 1937. Sechste Auflage, Stuttgart 1953
- Plutarch / Römische Heldenleben: Fabius Maximus, Cato der Ältere, Die Grachen, Marius, Sulla, Pompeius, Cäsar. Leipzig 1934. Zweite Auflage, Stuttgart 1938. Fünfte Auflage, Stuttgart 1953. Sechste durchgesehene und vermehrte Auflage (Nachdruck), Stuttgart 1959, letzte Auflage: VMA-Verlag, Wiesbaden 1996, ISBN 3-928127-30-6.
- Plutarch / Helden und Schicksale. Leipzig 1935
- Cicero De divinatione, de fato, Timaeus. Leipzig 1938. Nachdrucke Leipzig 1965, 1969 (Scripta quae manserunt omnia, Fasciculus 46)
- Moralia / Plutarch. Leipzig 1942 (mit Einführung von Max Pohlenz). Neuausgabe Leipzig 1950
- Cicero. Mensch und Politiker. Auswahl aus seinen Briefen (= Kröners Taschenausgabe. Band 201). Kröner, Stuttgart 1953, DNB 450790649.